# SUPRENUM

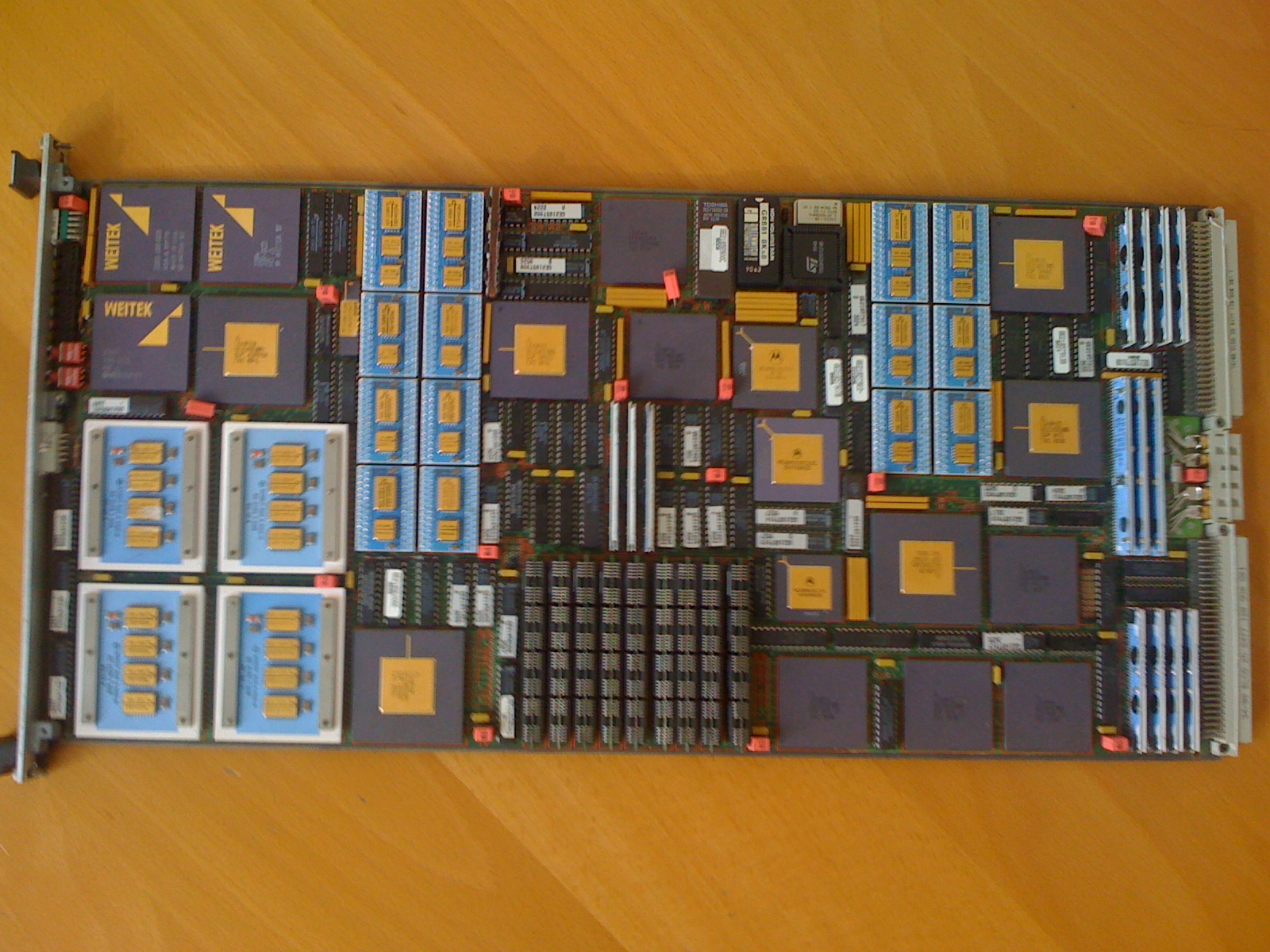
Hauptplatine eines Suprenum-1-Knotens

SUPRENUM (Superrechner für numerische Anwendungen) war ein deutsches Forschungsprojekt zur Entwicklung eines Parallelrechners im Zeitraum von 1985 bis 1990. Obwohl der Suprenum-1 für kurze Zeit das leistungsfähigste massiv parallele Rechnersystem der Welt war, wurde die Entwicklung einer zweiten Generation des Systems nicht mehr finanziert.

## Historie
Die SUPRENUM GmbH als Trägergesellschaft des Verbundprojekts bildete sich unter dem Einfluss von zwei Forschergruppen der Gesellschaft für Mathematik und Datenverarbeitung (GMD). Während die Gruppe um Ulrich Trottenberg in Sankt Augustin an parallelen numerischen Verfahren zur Lösung partieller Differentialgleichungen forschte, steuerte GMD First (Berlin) unter der Leitung von Wolfgang Giloi das notwendige Know-how im Bereich Hardware- und Betriebssystem-Design bei.
An der Hauptphase der Forschungs- und Entwicklungsarbeiten waren insgesamt 14 Partner
beteiligt, und zwar:
- vier Großforschungseinrichtungen (GMD, KfA, KfK, DLR),
- fünf Hochschulen (Darmstadt, Bonn, Braunschweig, Düsseldorf, Erlangen-Nürnberg),
- zwei industrielle Anwender (Dornier und KWU),
- zwei kleine und mittlere Unternehmen (Suprenum GmbH und Stollmann GmbH) und die
- Krupp Atlas Elektronik GmbH.

Nach dem Ende des SUPRENUM-Projekts entstand aus der SUPRENUM GmbH 1991 die Pallas GmbH, die schließlich 2003 ihren Firmenbereich High Performance Computing an die Firma Intel verkaufte.

## Rechnerarchitektur und Software
Im Gegensatz zum herkömmlichen Vektorrechner arbeitete der Suprenum-1 als massiv paralleler Rechner nach dem MIMD-Prinzip. Das System war insgesamt bis zu 256 Rechnerknoten skalierbar. Jeweils 16 Knoten bildeten einen Cluster und waren über ein lokales 4×4-Interconnect-Netzwerk mit 200 Mbit/s Bandbreite („horizontal buses“) verbunden. Zusätzlich waren die Cluster über vier vertikale Busse („global buses“) verbunden. Ein eigenes I/O-Subsystem stellte die Verbindung zur lokalen Disk des Clusters, dem „global bus“ und dem Host-Rechner, einer SUN-Workstation, her. Jeder Knoten verfügte über einen Prozessor vom Typ Motorola MC 68020, einen numerischen Koprozessor (Weitek 2264/65) und 8 MB lokalen Arbeitsspeicher.
Im Rahmen des SUPRENUM-Projekts entstand unter Federführung von Wolfgang Schröder-Preikschat das Mikrokernel-Betriebssystem PEACE (Process Execution And Communication Environment), das nach den Prinzipien der Objektorientierung konzipiert und in der Programmiersprache C++ implementiert wurde. Die Kommunikationslatenz war mit einer Millisekunde relativ hoch für ein auf massiv parallele Architekturen spezialisiertes Betriebssystem.
Zur effektiven Nutzung des Parallelrechners für numerische Verfahren sollte ein spezieller Fortran-77-Compiler entwickelt werden, dessen Implementierung jedoch aufgrund des begrenzten Hauptspeichers der Knoten Schwierigkeiten bereitete. Allerdings war der Suprenum-1 auch unter Verwendung der PARMACS („Parallel Macros“) Kommunikations-Bibliothek programmierbar. Im Gegensatz zum oben erwähnten Fortran Compiler beruht dieses Programmiermodell auf explizitem Versenden von Daten („Message Passing“) und wurde später zum MPI-Standard weiterentwickelt.
Ein erfolgreicher Schwerpunkt des Projektes lag auf der Anwendungssoftware und der zugehörigen parallelen Algorithmik. Hierin unterschied sich das Projekt von vielen Parallelrechner-Entwicklungen weltweit.

## Kritik
Wegen der hohen Entwicklungskosten von mehr als 160 Millionen DM und des begrenzten Erfolgs bei der Vermarktung wurde die Hardware-Entwicklung des Projektes in der Öffentlichkeit kritisch bewertet. Das Bundesministerium für Forschung und Technologie (BMFT) zog sich deshalb aus der Finanzierung der eigentlich geplanten Hardware-Weiterentwicklung (zweite, kommerziellen Projektphase) zurück.
Im Rückblick wird vor allem die fehlende Nachfrage aus der Industrie kritisiert. Als Forschungsprojekt war SUPRENUM dagegen sehr erfolgreich, insbesondere im Bereich der parallelen Anwendungs-Software. In den beteiligten Institutionen wurde substantielles Know-how aufgebaut, das im europäischen Folgeprojekt GENESIS weiterentwickelt werden konnte. PEACE diente als Betriebssystem für die nicht-kommerzielle MANNA-Architektur. SUPRENUM beeinflusste auch die Entwicklung anderer Parallelrechner wie die des Meiko CS-2.